# 9 Komenda Odcinka Słubice
9 Komenda Odcinka Słubice – zlikwidowany samodzielny pododdział Wojsk Ochrony Pogranicza.

## Formowanie i zmiany organizacyjne
9 Komenda Odcinka sformowana została w 1945 w strukturze organizacyjnej 2 Oddziału Ochrony Pogranicza. We wrześniu 1946 odcinek wszedł w skład Poznańskiego Oddziału WOP nr 2.
Rozkazem Naczelnego Dowództwa Wojska Polskiego nr 077/Org. z 13 lutego 1947 nakazano przeprowadzenie zmian w strukturze organizacyjnej. Rozformowano wówczas 8 komendę odcinka oraz 42 i 43 strażnicę.
W 1948, na bazie 9 Komendy Odcinka sformowano Samodzielny Batalion Ochrony Pogranicza nr 34.

## Struktura organizacyjna
Dyslokacja 9 Komendy Odcinka Słubice w 1945 przedstawiała się następująco:
- komendantura - Słubice
- 41 strażnica – Rybocice
- 42 strażnica – Świecko
- 43 strażnica – Słubice południowy wschód
- 44 strażnica – Słubice północ
- 45 strażnica – Nowy Lubusz.

Dyslokacja 9 Komendy Odcinka Słubice w 1947 przedstawiała się następująco:
- komendantura odcinka nr 9 – Słubice ul. Świerczewskiego 52
- 36 strażnica – Rabczyn ul. Wojska Polskiego 34 kat. II
- 39 strażnica – Przyrzecz ul. Odrzańska 8 kat. IV
- 40 strażnica – Urad ul. Bohaterów WP 7 kat. IV
- 41 strażnica – Rybocice ul. Słubicka 67 kat. IV
- 44 strażnica – Słubice ul. Świerczewskiego 52 kat. II.

## Dowódcy/komendanci odcinka
- ppłk Wacław Kuferski[6](od 11.10.1945)
- ppłk Paweł Śmietanin (od 1946)[d]
- kpt/mjr Stanisław Noga (od 5 VII 1946)[7].

## Upamiętnienie
27 października 2023 w Regionie Nadodrzańskim, uwzględniających obchody 25-lecia powstania Związku Emerytów i Rencistów Straży Granicznej, a także Święta Związku i Dnia Weterana Służby Granicznej w Słubicach odsłonięto tablicę pamiątkową poświęconą Polskim Formacjom Granicznym. Tablica została umiejscowiona po prawej stronie bramy wjazdowej na „Osiedle Świerkowe”, położone u zbiegu ulic: Konstytucji 3-go Maja, Mieszka I i Władysława Jagiełły, tworzących  mini rondo, które Uchwałą Rady Miejskiej w Słubicach nr XLV/519/2022 z 23 czerwca 2022 otrzymało nazwę „Ronda Pograniczników”. Tablica pamiątkowa została wmurowana w tym miejscu, ponieważ w latach 1945–2005 na terenie dzisiejszego „Osiedla Świerkowego” stacjonowały Jednostki Polskich Formacji Granicznych: do 1991 Batalion Graniczny i Strażnica Wojsk Ochrony Pogranicza, a po rozformowaniu WOP i utworzeniu na bazie tych wojsk Straży Granicznej – Strażnica Straży Granicznej i Placówka SG w Świecku z siedzibą w Słubicach. Wartę honorową przy odsłanianej tablicy pamiątkowej zapewnili: Hufiec ZHP w Słubicach i PSG w Świecku.
Do odsłonięcia tablicy pamiątkowej zaproszeni zostali:
- Burmistrz Słubic – Mariusz Olejniczak
- Starosta Słubicki – Leszek Bajon – w zastępstwie wicestarosta – Robert Włodek
- Przedstawiciel Komendanta NoOSG w Krośnie Odrzańskim – ppłk SG Piotr Wojtunik – Naczelnik Wydziału
- Przedstawiciel Komendanta PSG w Świecku – kpt. SG Marcin Kalinowski – Zastępca Komendanta PSG w Gorzowie Wielkopolskim
- Prezes RN ZEiRSG – Jerzy Siedlarz
- Weteran służby granicznej – płk SG w st. spocz. Zygmunt Sejnik, który wiele lat pełnił służbę na tym terenie.

Ideą przewodnią zainstalowania tablicy pamiątkowej, poświęconej żołnierzom i funkcjonariuszom Polskich Formacji Granicznych w tym konkretnym miejscu, było zachowanie w pamięci tego rejonu oraz uhonorowanie naszych poprzedników, którzy pełnili zaszczytną służbę w ochronie granicy naszej Ojczyzny na odcinku środkowej Odry granicznej.